# Вознесенська церква (Байкове кладовище)
Вознесенська церква — православна церква у Києві на території Байкового кладовища, збудована протягом 1884—1889 років.

## Історія
Ще з 1841 року на кладовищі існувала церква Святого Димитрія Ростовського, що була не лише кладовищенською, а й парафіяльною. З часом храм став замалим. Тому за кошти, зібрані за підмогильні місця, було вирішено збудувати новий храм. Проєкт храму у поширеному тоді «псевдовізантійському» стилі склав архітектор Володимир Ніколаєв. Храм було закладено 1884 року, а освячено 5 листопада 1889 року. Стару ж церкву 1897 року було розібрано. 
За типом храм хрестово-купольний, однобаневий. Храм існував як безпарафіяльний. У 1900-ті роки храмі діялає церковно-парафіяльна школа. 1909 року при храмі формується бібліотека. 
У липні 1920 року було зареєстровано парафіяльну громаду храму, храм був парафіяльним для Забайків'я. Згодом храм передали «обновленцям». Наприкінці 1930-х років храм було закрито, однак вже у 1941 році служба поновилася до 1960-х років, коли храм було перетворено на меморіальну залу кладовища (при цьому, на щастя, розписи храму було збережено).
1988 року утворилася ініціативна група, що добивалася повернення храму вірянам. 17 серпня 1990 року, невдовзі після освячення храму малим чином, у ньому поновилася служба Божа.
Протягом 1993—1994 років розписи церкви здійснював київський художник Юрій Компанець.

## Настоятелі до 1917 р
- у 1898—1910 р. — Ф. Рябчинський;
- у 1911—1917 р. — К. Мацієвич.